# Ибрахим (име)
Ибрахим (арап. إبراهيم) је арапско мушко име, варијанта имена Абрахам, а значи „отац многих (нације)“ и име је пророка који је признат у исламу још пре Мухамеда. Јавља се и у Индији са истим значењем, али и међу Јеврејима.

## Популарност
Ово име је популарно у неким земљама. У САД је у периоду од 1990. до 2007. увек било међу првих 1.000, али је највећу популарност имало након 2005. када је било негде међу првих 600. У Норвешкој је од 1996. до 2008. било увек међу првих четиристо, у Шведској је од 1998. до 2003. увек било међу првих двеста, а у Канади је 2004. било међу првих сто.